# Malsfeld
Malsfeld – miejscowość i gmina w Niemczech, w kraju związkowym Hesja, w rejencji Kassel, w powiecie Schwalm-Eder.

## Współpraca
Miejscowości partnerskie:
- Bag, Węgry
- Moyaux, Francja
- Unterschönau, Turyngia